# さいたま市立植竹中学校
さいたま市立植竹中学校（さいたましりつ うえたけちゅうがっこう）は、埼玉県さいたま市北区にある公立中学校。通称「植中」

## 沿革
- 1953年 - 大宮市立植竹中学校として開校。
- 2001年5月1日 - 浦和市、与野市との合併に伴いさいたま市立植竹中学校に改称。

## 出身者
- 大塚美優（ロンドンオリンピック、競泳日本代表）
- 佐藤優（作家・元外務省主任分析官）
- 宮島恵子（日本の女子元バレーボール選手。1984年ロサンゼルスオリンピック日本代表）
- 斎藤翔太（サッカー選手）
- 吉田一郎（政治家、ジャーナリスト）
- 吉永昇偉（サッカー選手）